# 山田三方

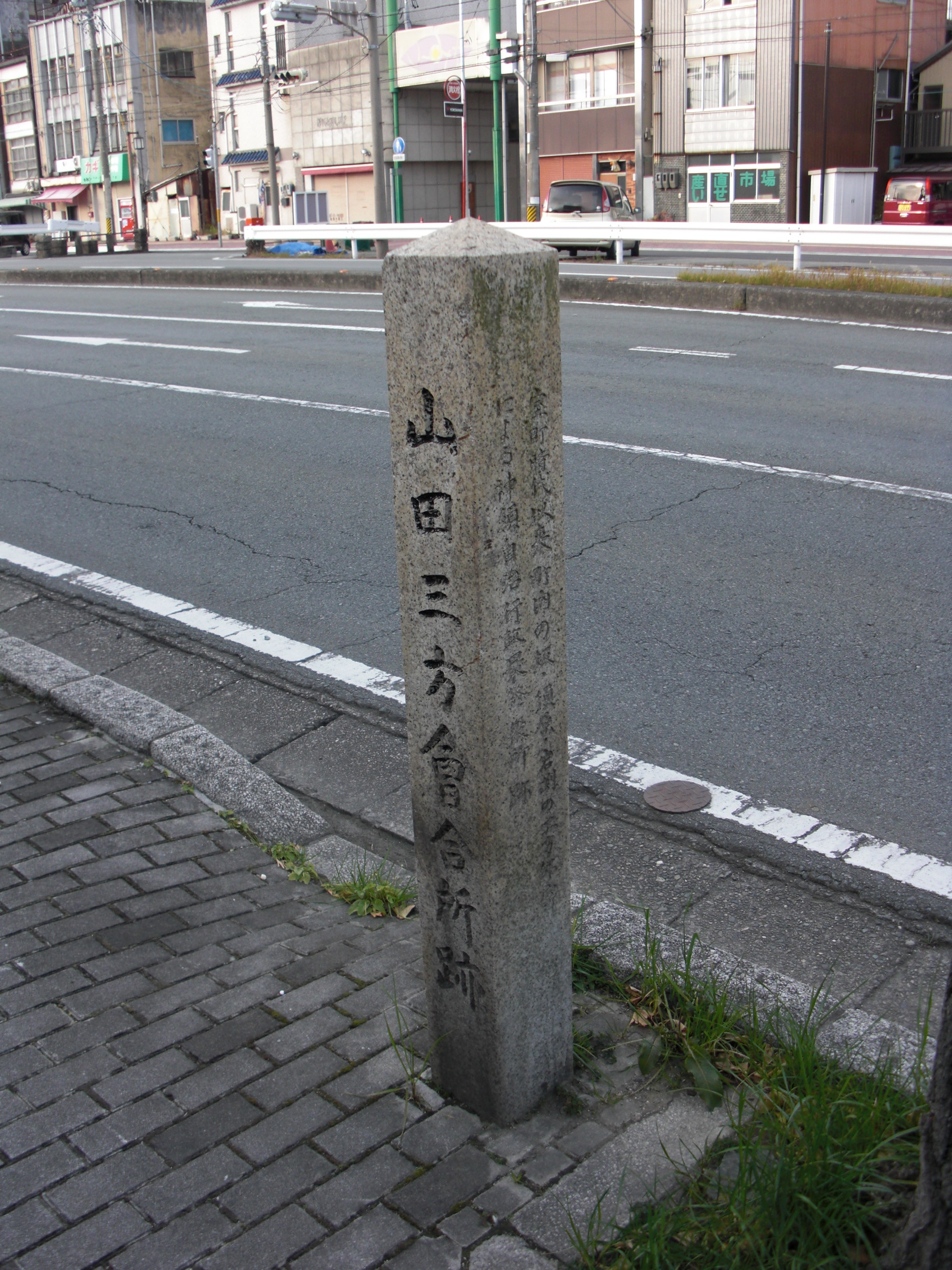
山田三方会合所跡（三重県伊勢市）

山田三方（やまださんぽう）は、室町時代に自治都市として発展した伊勢の山田の自治機関である。三方寄合（さんぽうよりあい）、三方老若（さんぽうろうにゃく）とも呼ばれた。
永享年間（15世紀前葉）、神役人達は伊勢大神宮の刀禰の勢力を駆逐して山田に自治組織を樹立して山田三方会合所（やまださんぽうえごうしょ）という役所を設け、伊勢神宮に対しては賦課を勤仕し、爾来幕末に至るまで、山田の町政を荷負ってきた。

## 語源
「三方」は「三保」が語源であり、「保」は郷保の意味で戸数が幾つか集まった集落を称した。『神宮典略』に「山田三保、即ち後の三方と云う地域は凡そ何処辺を指したかと云ふに、江坂方、須原方、岩淵方と沼木郷山田村に三保見ゆ。其の屯所を考ふるに江坂は坂世古なり、須原は上中郷を云ふ。岩淵は今も町名に存せり。」とある。
橋本安居の『神都雑事記』には、「三方ト云フ事ハ、古ヘ山田ヲ三ツニ分ケテ坂方、須原方、岩淵方と云フ、是ノ三方ノ年寄ノ長タル人家也。故ニ御朱印ニハ年寄共トアリテ『三方』ト云フ名目ナシ。思フニ三方ノ年寄ト云フ、其次ノ郷事ヲ沙汰スル者ヲ『月行事』ト云ヒタルニ、彼ノ三方ト云フ事、役職ノ号ノ如ク成リテ、公武トモニ通ズル事ニナリタル故ニ、月行事年寄ノ月行事ノ字は消エタリ」とある。

## 事績
内宮引付、文明11年（1479年）12月5日の条に依ると、神領奉行職、愛洲忠行（伊予守）が蔵方牢人と山田三方との紛争に際し蔵方牢人の山田還住を「口入」している。
```
『牢人以弓矢押、可還住之由申候テ方々語勢、ハヤ上地マテ取寄候由承及候、然者山田三方忩豦ト申、云々』
文明十一年十二月五日　　　　　　　　忠行判
内宮一称宜殿　　加談合、自是返事    愛洲伊予守
              　可申由、言にて申　　　
```

永享（1429年）の頃から伊勢神宮（内宮・外宮両宮）の御鎮座地で宇治と山田の神役人の確執に因り激化した神境合戦（宇治山田合戦とも）は文明18年（1486年頃）、国司家北畠氏が介入し仁木義長以来例を見なかった「宮川」以東の「神域」に兵馬を進め、宮城を兵火で汚すに至った。大乗院寺社雑事記長享2年2月3日の条で室町幕府の下問に北畠政郷は「外宮炎上」等に次の如く返答している。
- 一問　参宮路次に関所を立てるのは以ての外である。（注：文明年間、伊勢国内には「岡本の番屋」を含めて約120ヶ所の関所があった。）
- 返答　国司家北畠氏は小分限であるので関所料を家来の扶持に当てている。
- 一問　将軍への奉行無沙汰はどうした事か？
- 返答　国務に専念しているので代わりの者を在京させている。（注：木造・北畠家を指すと思われる。）
- 一問　伊勢神宮領の神三郡押領を続けているのは不可然事？
- 返答　神三郡の地下人が国司家被官の侍を退治したり凡下が宜しくない事をするので退治した。（注：山田の神役人、すなわち山田三方達が北畠氏の被官達を退治したと主張しているが騒動の首謀者村山掃部助と奥山二郎右衛門の二名は外宮炎上の直前文明17年10月迄、北畠氏の被官であった。）
- 一問　昨年の外宮焼失は国司の仕業である。
- 返答　此の出来事は宇治と山田の神役人の確執に依って争いが起こり、内宮の神役人が放火した。国司が内宮に味方したのは当然である。

以上、将軍の下問に対し斯様な返答に依り、国司家の北畠政郷が宇治の神役人を被官化して「岡本の番屋」等を設けさせて、宇治と山田の確執を煽った事が解る。
戦国時代、北畠晴具は神人層の対立に介入し、天文3年（1534年）1月に山田三方が自身の命令に従わないことを理由に出兵、宇治・山田の両門前町の軍勢を宮川の戦いで討ち、両門前町を支配下におさめている。
山田三方と蔵方との分裂抗争を伝える書状と思われ榎倉や久保倉等、「倉」の名の付いた御師職は明治維新まで存続している。